# Сан-Луїс-Потосі (місто)
Сан-Луїс-Потосі (англ. San Luis Potosí; зазвичай просто Сан-Луїс) — місто в Мексиці, адміністративний центр штату Сан-Луїс-Потосі. Населення посилання — 1 085 000 чоловік (2005). Є найбільш густонаселеним містом штату. Місто розташоване на висоті 1850 метрів над рівнем моря.

## Назва
Назва Сан-Луїс-Потосі походить від імені французького короля Людовика IX Святого (San Luis Rey de Francia). Потосі було додано в честь багатою болівійської шахти в цьому місті. Люди вірили, що в цій шахті так багато золота, що можна було з нього побудувати міст від Болівії до Іспанії. Після цього в мексиканському містечку Серро-де-Сан-Педро, що недалеко від Сан-Луїс-Потосі, було знайдено так багато золота, що його тут же порівняли з найбільшими в світі срібними рудниками Потосі (нині в Болівії) і назвали місто на честь цієї шахти.

## Історія
Місто було засноване в 1592 році іспанцем на ім'я Мігель Кальдера. У доіспанський час території, на яких розташоване місто, були заселені чичимеками і отомі. Чичимеки — це загальний термін для позначення племен, які були мисливцями-збирачами, що кочували по всій північній Мексиці. Вони описуються як дикі і дуже войовничі народи, часто воювали між собою. Ці племена говорили на різних мовах, але мали схожі звичаї.
Коли іспанці заснували в кінці XVI століття перші поселення в цьому районі, їм довелося часто воювати з войовничими гуачичилями. В 1583 році була заснована місія ченців-францисканців, а в 1592 році — шахта Серро-де-Сан-Педро. Долина, де розташовувалася ця золотодобувна шахта, виявилася безводною, тому місто було закладено неподалік в сусідній долині 3 листопада 1592 року.
У 1823 році Сан-Луїс-Потосі став столицею однойменного штату, а 17 жовтня 1826 року тут була видана перша конституція штату. У липні 1825 року розпочалося мощення вулиць і установка ліхтарів. Також була заснована перша друкарня. Під час французької інтервенції в Мексику в 1863 році місто служило тимчасовою столицею країни і резиденцією республіканського уряду Беніто Хуареса. 1 січня 1866 року було відкрито першу лінію телеграфу. У 1888 році була відкрита залізниця з Мехіко в Ларедо (штат Техас), яка пройшла через Сан-Луїс-Потосі. У 1883 році з'явився телефонний зв'язок. У 1890 році в місті з'явилося електричне освітлення.
«План Сан-Луїс», підписаний та оприлюднений 5 жовтня 1910 року, став сигналом до революції проти диктатури Порфіріо Діаса, яка почалася 20 листопада. Президентські вибори 1910 року в країні не відбулися через те, що Діас заарештував свого основного суперника Ф. І. Мадеро. Однак той втік до Сан-Антоніо (штат Техас, США) де закликав мексиканців до повстання. Місто по праву є колискою сучасної мексиканської демократії.

## Сьогодення
Нині центр міста є пам'яткою федерального значення.
Найважливішими галузями економіки міста є автомобільна промисловість, торгівля, туризм і високоякісні послуги. Місто обслуговує міжнародний аеропорт імені П. Арріаги (Aeropuerto Internacional Ponciano Arriaga), який розташований за 17 км від центру міста.

## Персоналії
- Лупе Велес (1908—1944) — американська акторка, мексиканського походження.

## Міста-побратими
- Сантандер, Іспанія